# محمد حجي
محمد حجي (1923 - 2003)، هو المؤرخ والموسوعي والكاتب والباحث والجامعي المغربي. ولد سنة 1923 بمدينة سلا المغربية. ألف محمد حجي العديد من المؤلفات القيمة ولعل من أشهرها موسوعته معلمة المغرب. توفي سنة 2003.

## دراسته
- [4]دَرَسَ علوم الدين والأدب والتاريخ على الطريقة التقليدية بمدينة سلا
- في سنة 1958حصل على  دبلوم الترجمة من كلية الآداب والعلوم الإنسانية التي كانت تسمى معهد الدراسات العليا المغربية بالرباط
- في سنة 1961 حصل على الإجازة في اللغة العربية وآدابها من نفس الكلية  في سنة 1963 نال  دبلوم الدراسات العليا في التاريخ في سنة 1976 حصل على دكتوراه الدولة في التاريخ من جامعة السوربون.

## من مؤلفاته
- معلمة المغرب.
- الزاوية الدلائية.
- الحركة الفكرية بالمغرب في عهد السعديين.
- موسوعة أعلام أعلام المغرب (ساهم في تحقيقه).

## وسام الإستحقاق
يحمل محمد حجي وسام الاستحقاق الكبير للكتاب التي تمنحها وزارة الشؤون الثقافية في عام 1988.

## وصلات خارجية
- محمد حجي على موقع أرشيف الشارخ.